# Tridimeris
Tridimeris is een geslacht uit de familie Annonaceae. De soorten uit het geslacht komen voor in Mexico.

## Soorten
- Tridimeris chiapensis M.A.Escobar & Ortíz-Rodr.
- Tridimeris hahniana Baill.